# Norman Pirie
Norman Wingate (Bill) Pirie FRS (1. juli 1907 - 29. marts 1997), var en britisk biokemiker og virolog, der sammen med Freerick Bawden opdagede at virus kan krystalliseres ved at isolere tomato bushy stunt virus i 1936. Dette var en vigtig milepæl i forståelsen af DNA og RNA.